# أوبل آسترا
أوبل آسترا (بالإنجليزية: Opel Astra) هي سيارة مدمجة من صناعة أوبل أنتجت في 1991.

## نبذة
في معرض فرانكفورت الدولي للسيارات عام 2009، قامت شركة أوبل الألمانية بإطلاق الجيل الرابع والجديد كلياً من طراز آسترا، الذي يندرج تحت فئة السيارات الصغيرة العائلية ذات السعر المعتدل والاستهلاك المنخفض للوقود
يتميز طراز آسترا 2013 بشكل خارجي شبابي وعصري، حيث يحتوي على أضواء أمامية مميزة تعمل بخاصية LED وشبك تهوية رفيع مزين بشعار أوبل يندمج مع الصادم الكبير الذي يحتوي على فتحة تهوية طولية وأضواء ضباب كبيرة على جانبيه، كما وتمتد الخطوط الجانبية الأنيقة إلى الخلف لتتصل مع الأضواء الجميلة الجديدة والتي بدورها تجمع ما بين باب الصندوق الخلفي المدمج والصادم الرياضي العريض الذي يحتوي على مخرج عادم دائري على طرفه.
أما مقصورة أوبل آسترا 2013 الجديد فتزهو بالعديد من اللمسات العصرية والمثيرة كاللون الأحمر الذي يطغى عليها والذي يضيء أزرار الكونسول ومقابض الأبواب ولوحة العدادات وأسفل الكونسول الوسطي.
كما وزودت أوبل آسترا أيضاً بعدادات جميلة منفصلة وبارزة محاطة بإطار من الكروم، ومقود جلدي متعدد الوظائف مزود بأزرار التحكم بالنظام الصوتي والمكالمات ومثبت السرعة، ويحتوي الكونسول الوسطي على شاشة لعرض الأنظمة الترفيهية والمعلوماتية، بالإضافة إلى أزرار التحكم بنظام التكيف وأنظمة السيارة والنظام الصوتي.
وجهزت أوبل آسترا الجديدة بمداخل AUX وUSB لربط الأجهزة الذكية وأجهزة الموسيقى، بالإضافة إلى حاملة أكواب وحجرة تخزين صغيرة بين المقعدين الأماميين.

## اوبل آستراسيدان
لتقديم خيارات أكثر وأوسع لعملائها، قامت شركة أوبل الألمانية بطرح نسخة سيدان من طراز آسترا هاتشباك العائلي المدمج، والتي أطلقت عليها أوبل اسم نوتشباك، حيث تتمتع هذه النسخة بشكل خارجي رياضي وعصري، يحافظ على تصميم طراز آسترا الشهير.
يتمتع طراز آسترا سيدان 2013 بشكل خارجي مأخوذ من طراز هاتشباك، حيث يحتوي على أضواء أمامية حادة مميزة تعمل بخاصية LED النهارية، وشبك تهوية صغير مزين بخط من الكروم يتوسطه شعار أوبل، يندمج مع الصادم الكبير الذي يحتوي على فتحة تهوية مثقبة وأضواء ضباب رفيعة على جانبيه
وتتميز جوانب أوبل آسترا سيدان بلمسات كرومية تحيط بالأبواب ومقابض الأبواب بالإضافة إلى خطوط انسيابية تمتد إلى الخلف لتتصل مع الأضواء الكبيرة والتي بدورها تجمع ما بين غطاء صندوق الأمتعة ذي الخطوط النافرة وبين الصادم الأنيق البارز الذي يحتوي على مخرج عادم دائري على طرفيه.
أما مقصورة أوبل آسترا سيدان 2013 الجديدة فلا تختلف عن مقصورة نسخة هاتشباك، والمضاءة باللون الأحمر الذي يزين أزرار الكونسول ومقابض الأبواب ولوحة العدادات وأسفل الكونسول الوسطي، وخلف المقاعد الامامية. كما وتتميز المقصورة بعدادات جميلة منفصلة محاطة بإطار من الكروم تتوسطها شاشة صغيرة لعرض أهم معلومات القيادة للسائق، وبمقود جلدي متعدد الوظائف مزود بأزرار للتحكم بالنظام الصوتي والمكالمات وبمثبت السرعة.
أما الكونسول الوسطي لطراز أوبل آسترا سيدان 2013 فقد حظي بشاشة ملونة لعرض الأنظمة الترفيهية والمعلوماتية، بالإضافة إلى أزرار التحكم بنظام التكييف وأنظمة السيارة والنظام الصوتي، ومداخل AUX و USB لربط الأجهزة الذكية وأجهزة الموسيقى. وتصل سعة التخزين في صندوق أمتعة نسخة سيدان إلى 460 لتر ترتفع إلى 1010 لتر عند طي المقاعد الخلفية.

## اوبل استرا GTC
أطلقت شركة أوبل الألمانية النسخة الرياضية كوبيه من طراز استرا، والتي تتمتع بشكل خارجي أكثر قوة وشبابية، وتصميم داخلي أكثر رياضية وأداء أقوى وأسرع تجاوباً، حيث زودت هذه السيارة الصغيرة الجميلة بمحرك مكون من أربع اسطوانات سعة 1.4 مزود بشاحن توربيني يولد قوة 140 حصان ويصل بـ استرا GTC إلى سرعة قصوى تبلغ 201 كم/س.
يظهر الشكل الخارجي لطراز أوبل استرا GTC الرياضي بحلة شبابية مميزة، حيث يتميز بغطاء محرك قصير يتصل بالصادم الكبير الذي يحتوي على الأضواء المثيرة العاملة بخاصية LED النهارية، وشعار أوبل المحاط بخطوط من الكروم وفتحة تهوية سوداء، بالإضافة إلى أضواء الضباب الدائرية على طرفيه.
وتتميز استرا GTC بجوانب ذات أقواس عريضة مزينة بمرايا جانبية يمكن تعديلها وطيها كهربائياً. وحظيت أوبل استرا GTC الجديدة من الخلف بأضواء عصرية تعمل بخاصية LED النهارية وباب صندوق أمتعة مدمج به جناح يحتوي على ضوء توقف، وصادم رياضي بارز مزين بمخرج عادم بيضاوي على طرفه.
لاتختلف مقصورة أوبل استرا GTC الداخلية كثيراً عن تصميم مقصورة الطراز الأساسي، فهي مزودة بخاصية الإضاءة المحيطية Ambient lighting التي تشتمل على ضوء أحمر اللون موزع داخل المقصورة يضيء الكونسول الوسطي ومقابض الأبواب ولوحة العدادات وخلف المقاعد الأمامية.
كما زودت أوبل استرا GTC أيضاً بعدادات منفصلة محاطة بإطار من الكروم، ومقود جلدي متعدد الوظائف مزود بأزرار التحكم بالنظام الصوتي والمكالمات ومثبت السرعة، ويحتوي الكونسول الوسطي على شاشة لعرض الأنظمة الترفيهية والمعلوماتية، بالإضافة إلى أزرار التحكم بنظام التكييف وأنظمة السيارة والنظام الصوتي.

## وصلات خارجية
- تقرير اوبل استرا GTC
- تقرير اوبل آسترا سيدان
- تقرير اوبل آسترا